# 巴薩賽奇瀑布國家公園

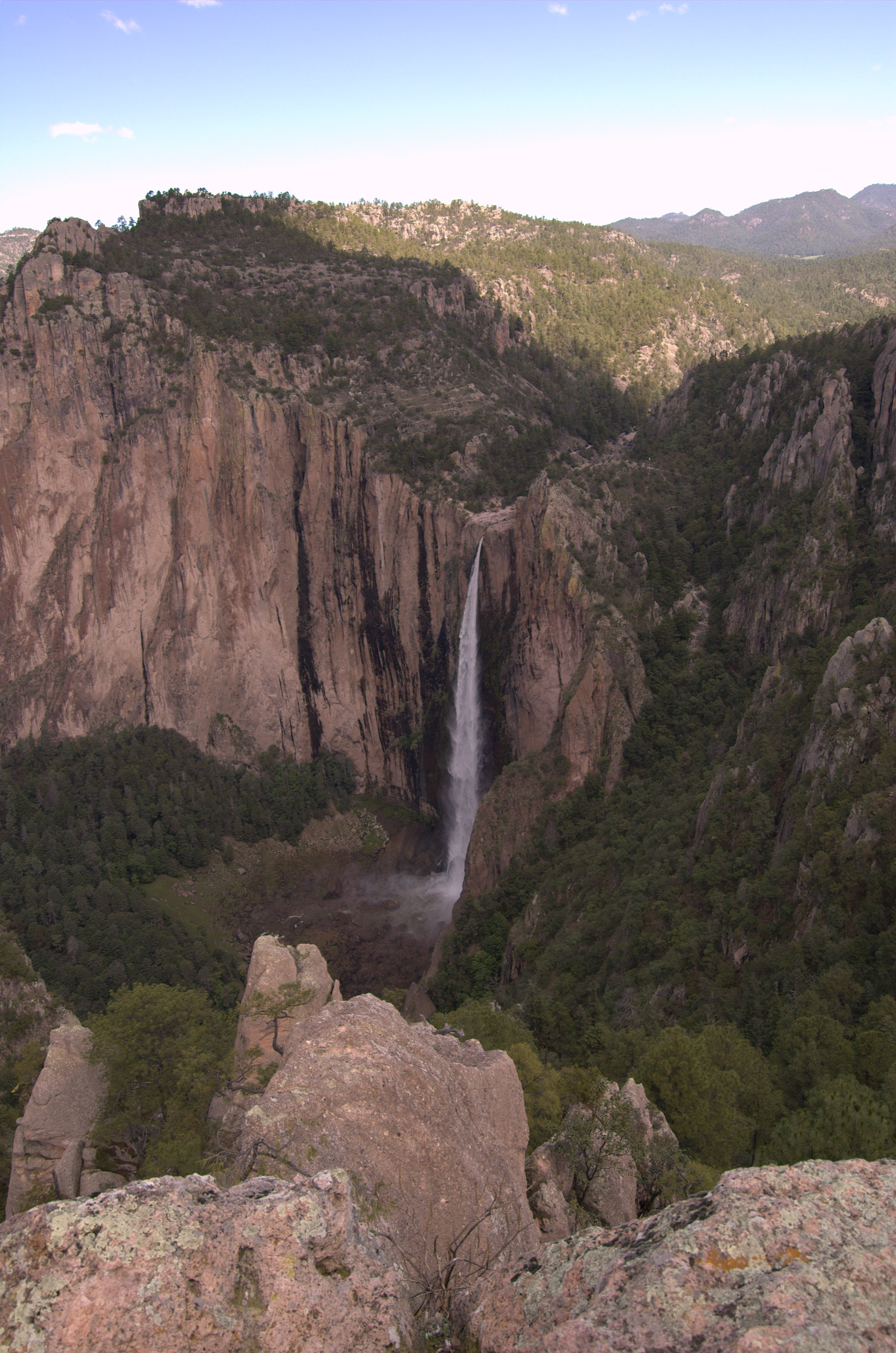

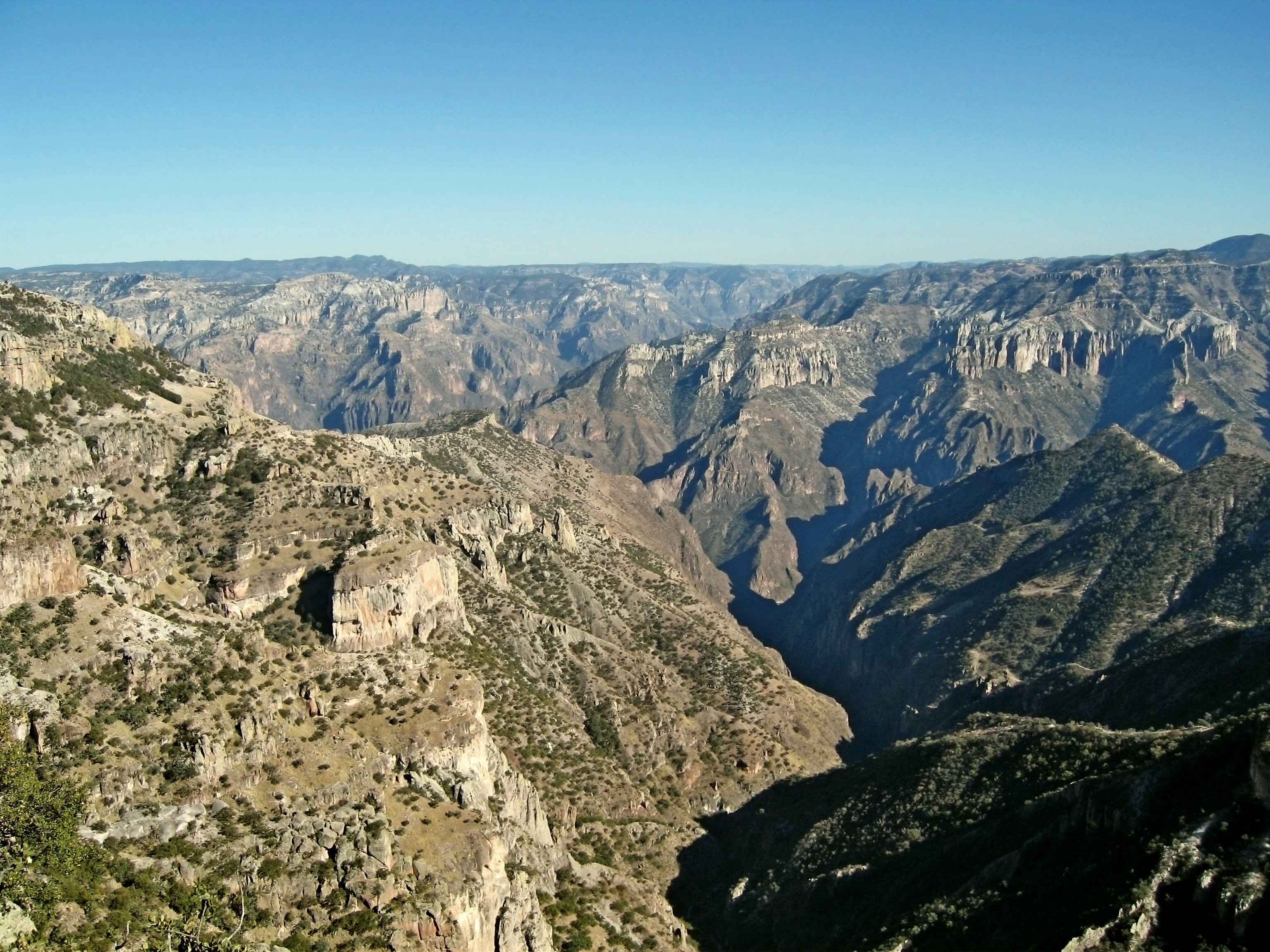

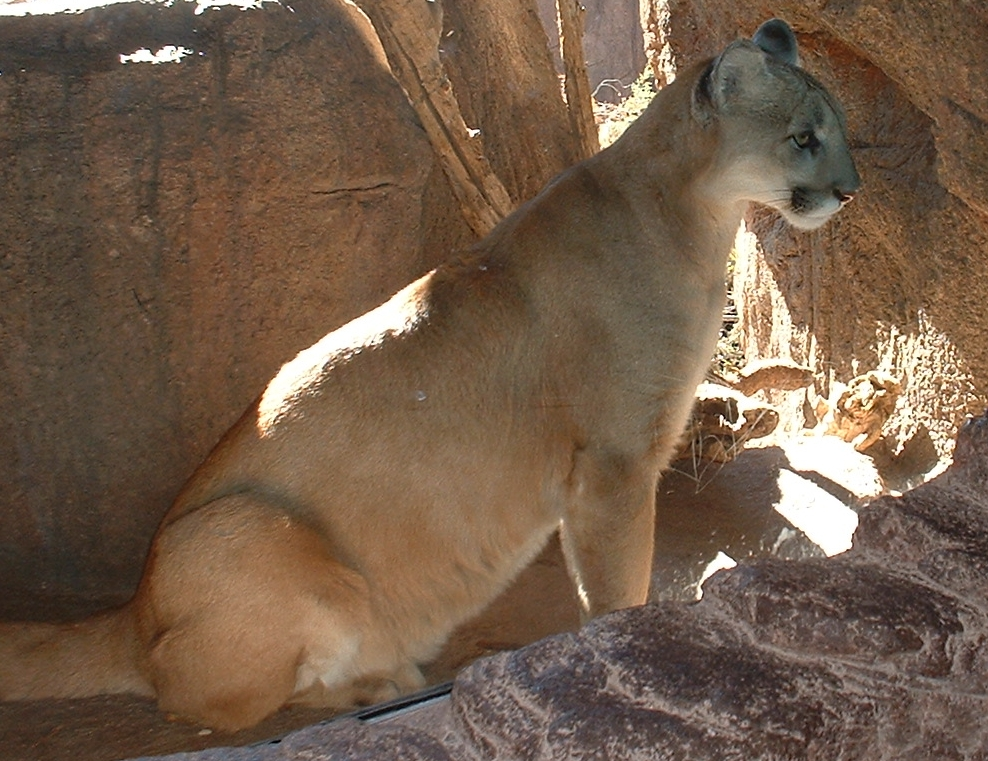

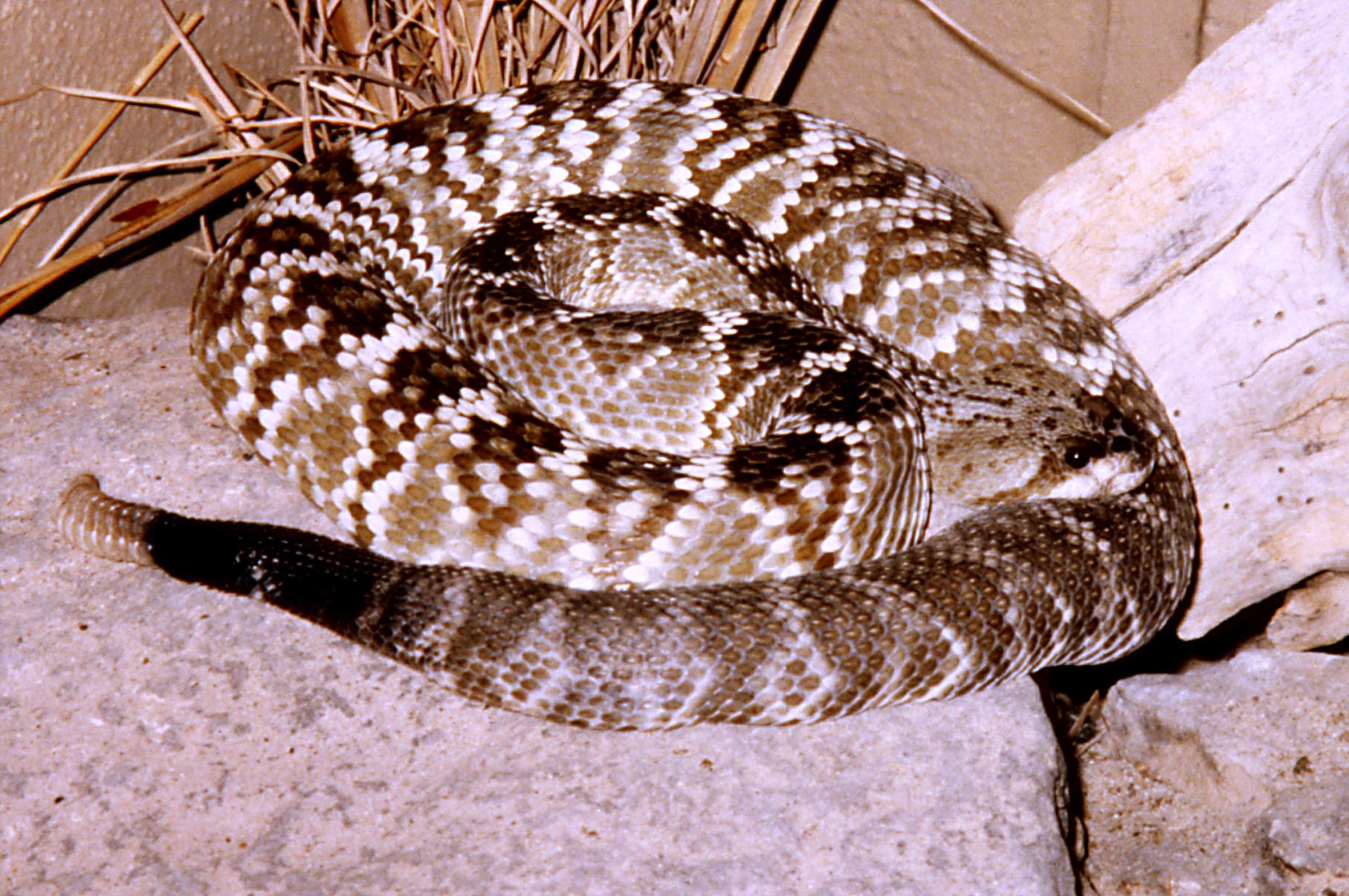

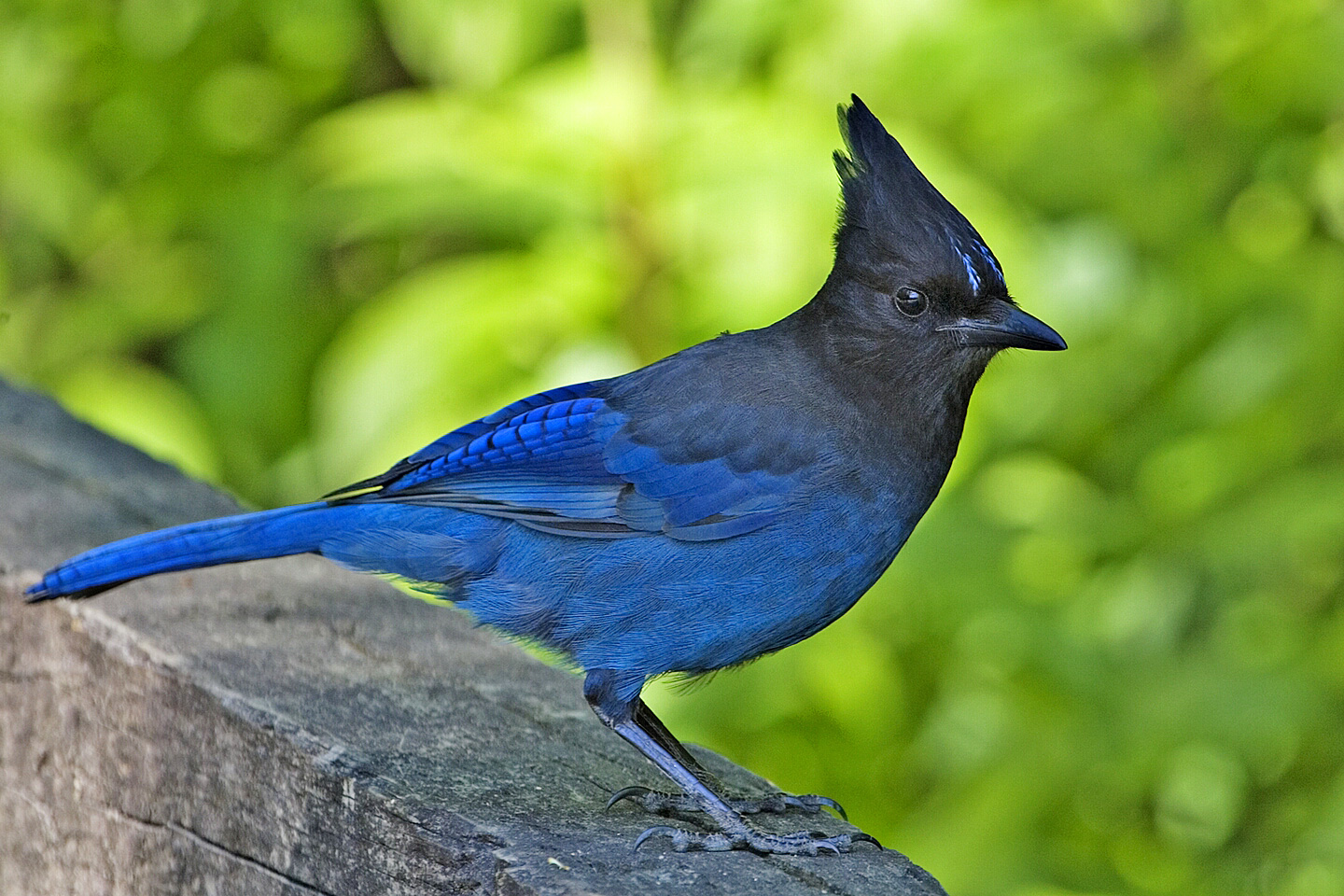

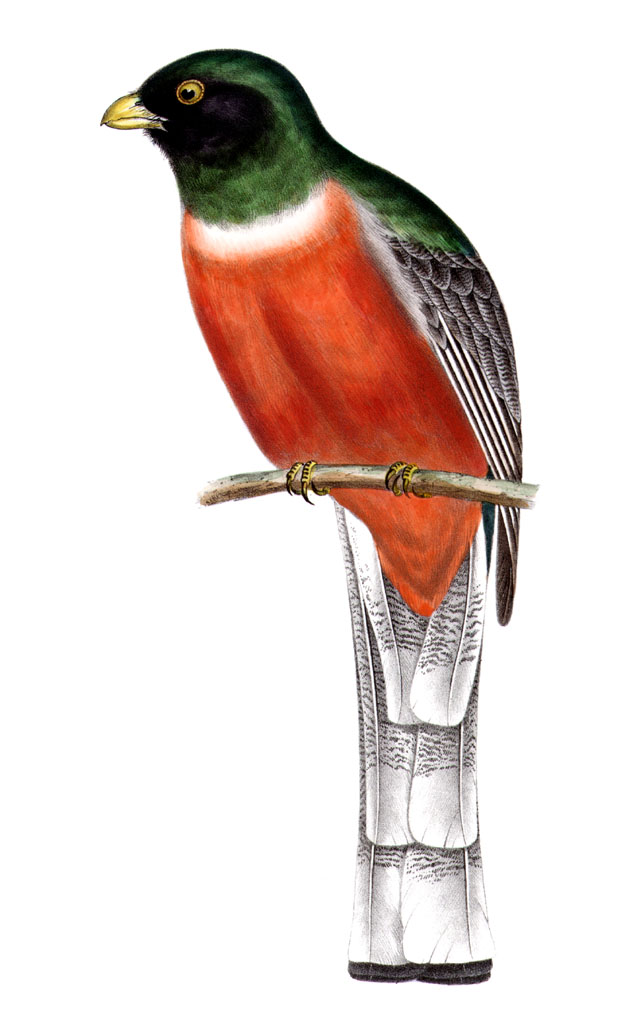

巴薩賽奇瀑布國家公園是墨西哥的國家公園，由契瓦瓦州負責管轄，距離首府契瓦瓦市270公里，始建於1981年2月2日，面積58平方公里，受半濕潤氣候影響。

## 外部連結
- Reportaje turístico sobre la barranca de Candameña en la web de Méxicodesconocido.com[永久]